# Саобраћај у Естонији
Република Естонија се налази на крајњем истоку Европске уније, па се и саобраћај земље ослања на везе овог удружења и земаља источно од ње, највише Русије. Све ово погодује развоју прометног саобраћаја у земљи, посебно поморског захваљујући веома дугој обали Естоније на Балтику.
Естонија има развијен друмски, железнички, ваздушни и водни саобраћај. Главно саобраћајно чвориште у држави је главни град, Талин.

## Железнички саобраћај
Главно железничко предузеће у Литванији су "Естонске железнице" у власништву државе.
Укупна дужина железничке мреже у Естонији је 1.018 km, од чега је 130 km елекрификовано (1995. г.). Већи део пруга у Естонији су, сходно свим земљама бившег Совјетског Савеза, шире од стандарсне ширине - 1524 mm. Ово важи посебно за најважније пруге у Естонији, које све почињу у Талину, а иду ка:
- ка истоку - Нарва, Русија (Санкт Петербург)
- ка југоистоку - Тарту, Русија (Псков)
- ка југу - Виљанди, Летонија (Рига)
- ка југозападу - Хапсалу, Пјарну

Престоница Талин поседује трамвајски превоз и превоз градском надземном железницом.
Железничка веза са суседним земљама:
- Летонија - да
- Русија - да

У новије време помињу се планови о изградњи подводне железничке везе испод Финског залива, а између Естоније и Финске слично тунелу испод Ламанша, с тим што био овај тунел био дужи (80 km). Овако велико улагање ће вероватно одложити изградњу тунела у даљу будућност.

## Друмски саобраћај
Укупна дужина путева у Естонији је 49.480 km, од тога са чврстом подлогом 10.935 km (1998. године). Прави ауто-путеви не постоје, али савремени путеви са 4 коловозне траке постоје на прилазима Талину у дужини од 75 km. Међутим, изградња савремених саобраћајница је интензивна, нарочито према земљама Европске уније. Најважнији пут у земљи је Балтички пут, заправо Европски коридор Е67.

Најважнији путеви у Естонији су:
- Талин - Раквере - Нарва - граница са Русијом (ка Санкт Петербургу)
- Талин - Пајде - Тарту - граница са Русијом (ка Пскову и Москви)
- Талин - Рапла - Виљанди - граница са Летонијом, део Балтичког пута
- Талин - Пјарну - граница са Летонијом

## Водени саобраћај
Естонија је приморска земља и излази великом дужином обале на Балтичко море. У држави постоје неколико значајних поморских лука. у њих се може убројити и главни град Талин. Друге важне луке су Пјарну, Палдиски и Хапсалу. Трговачка морнарица Литваније је значајна спрам величине државе. У држави постоје и велика поморска предузећа попут Талинка.
Унутаркопнени пловни путеви у Естонији се ослањају на превоз језерима и рекама. Његов значај је мали јер су реке омање и плитке, зими често залеђене, а највећа језера (Псковско и Чудско језеро) гранична на граници са Русијом.

## Гасоводи и нафтоводи
Гасовод: Дужина токова је 429 км (1992. године).

## Ваздушни транспорт
У Естонија је седиште неколико авио-компанија, од којих је најпознатије Естонијан Ер. У држави постоји 5 званично уписаних аеродрома са тврдом подлогом, сви са IATA кодом (IATA Airport Code). 3 аеродрома су на острвима и имају значај у државним границама и као главна веза ових острва са копненим делом Естоније. Међународни значај имају 2 аеродрома:
- Аеродром „Улемисте“ у Талину - TLL
- Аеродром „Уленурме“ у Тартуу - TAY

Највећи и најважнији аеродром у земљи је Аеродром „Улемисте“ у Талину, који се налази свега 4 km од средишта града.